# John Williams (Bogenschütze)
John Chester Williams (* 12. September 1953 in Cranesville, Pennsylvania) ist ein US-amerikanischer Bogenschütze.
Williams erster internationaler Erfolg war der zweite Platz im Einzel bei den Weltmeisterschaften 1969. 1971 gewann er sowohl die Einzel-Weltmeisterschaft als auch, zusammen mit Edwin Eliason und Larry Smith, die Mannschafts-Weltmeisterschaft. Er bestätigte diese Erfolge im Folgejahr durch den Gewinn der Goldmedaille bei den Olympischen Spielen in München im Einzel.
1976 schrieb er ein Bogenschieß-Lehrbuch, Archery for beginners.
In seiner Heimatstadt wurde die John Williams Avenue nach ihm benannt.
Im Jahre 2015 wurde er in die Archery Hall of Fame aufgenommen.

## Werk
- John C. Williams, Glenn Helgeland: Lehrbuch des Bogensports. 16. Auflage. Verlag Weinmann, Berlin 2010, ISBN 3-87892-050-4 (englisch: Archery For Beginners. Übersetzt von Ernst Smitmans).